# Narev
 Ovo je glavno značenje pojma Narev. Za druga značenja pogledajte Nacionalni park Narev.
Narev (bjeloruski: Нараў, poljski: Narew, ruski: Нарев) je rijeka u sjeveroistočnoj Poljskoj i zapadnoj Bjelorusiji, pritoka rijeke Visle. Duga je 499 km (57 km u Bjelorusiji, 443 km u Poljskoj) i ima površinu slijeva od 74.527 km2 (20.681 km2 u Bjelorusiji, 53.846 km2 u Poljskoj).
Rijeka se nalazi u sklopu istoimenog nacionalnog parka Narev. Narev je razgranata rijeka, jedna od rijetkih takvih rijeka u Europi. Povremeno se grana u više korita i ponovno spaja. 
Protječe kroz Podlasko i Mazovjecko vojvodstvo u Poljskoj i kroz Grodnensku oblast u Bjelorusiji.

## Vanjske poveznice
|  | Zajednički poslužitelj ima još gradiva o temi Narev |